# Пержу Андрій Віталійович
Андрій Віталійович Пержу — старший солдат Збройних сил України, кавалер ордену За Мужність ІІ і ІІІ ступенів 

## Життєпис
Народився 10 січня 2000 в селі Новий Каланчак Одеської області.
Навчався у Каланчацькій загальноосвітній школі. 
По закінченню навчання, аби здобути майбутню професію, вступив до Ізмаїльського професійно-технічного училища №38. Згодом залишився у місті працювати. 
З 2019 служив в ЗСУ. Старший солдат розвідувальної роти 30 ОМБр.
Загинув під час ворожого мінометного обстрілу поблизу населеного пункту Васюківка Бахмутського району Донецької області .